# キレる17歳
キレる17歳（キレるじゅうななさい）とは、2000年（平成12年）及びその前後に相次いで発生した凶行を起こした、17歳前後（1982年〈昭和57年〉度から1986年〈昭和61年〉度生まれ）の少年を指した語。特に1982年（昭和57年）生まれと1983年（昭和58年）生まれの少年凶悪犯がこう呼ばれた。また、これと同世代の者が「キレる17歳世代」「理由なき犯罪世代」「酒鬼薔薇世代」等と呼ばれることがある。
「キレる17歳世代」は現在も使われている呼称であるが「プレッシャー世代」「ミニマムライフ世代」と呼ばれる。
本項では同世代の特徴についても解説する。

## 概要
2000年（平成12年）に相次いで発生した世間で注目された凶行の犯人が17歳前後で、1998年（平成10年）の栃木女性教師刺殺事件以後に青少年に浸透していた「キレる」という語が流行した。1982年（昭和57年）生まれのある女性は、神戸連続児童殺傷事件（酒鬼薔薇事件）が起きた際、学校で「同級生の犯罪」について作文を書かされたという。また、1982年（昭和57年）生まれが中学生の時は、いじめが社会問題となっていた。
2000年（平成12年）に世間から注目される少年事件が多発したことにより、少年犯罪の厳罰化を意図した少年法改正案が2000年（平成12年）11月28日に成立して2001年（平成13年）4月1日から施行された。
2000年（平成12年）の流行語大賞候補に「一七歳」がノミネートされ、トップテン入賞となった。また、2001年（平成13年）にはこの年代にスポットを当てたテレビ朝日系ドラマ「R-17」が放送された。
18歳未満の犯罪は少年法第51条において、死刑に該当する犯罪は無期刑への減軽にしなければならず、無期刑に該当する犯罪は10年から15年までの有期刑への減軽ができると規定されている。2001年（平成13年）3月31日までの少年法の規定では、18歳未満に無期刑に該当する犯罪は懲役15年までの有期懲役に減刑しなければならなかった。

## 成長過程
この世代は、社会への関心を抱く頃にはすでにバブル崩壊が起きていて、成長過程で「失われた10年」を目のあたりにしている。様々な場面状況に耐えてきて、比較的プレッシャーに強い世代ということから『プレッシャー世代』と名付けられた。また、同時期の世代名として『ミニマムライフ世代』『はざま世代』と呼ばれることもある。
一方、明るさの中にもピリッとした一面もあって、ここ一番で力を発揮する人が多いと評価される世代でもあり、ネット界、ビジネス界、学問分野ではこの世代の台頭が注目されている。友人を大切にし、生活への満足度が高いとされる。
考え方としては、生活や人生を縛るものを持ちたくない「ラク」が一番、傷つくのが嫌い、損をするのが嫌い、人生に手ごたえを求めている、などが挙げられる。

## 新教育　『新学力観』『生きる力』
小学校1992年度施行、中学校1993年度施行、高等学校1994年度施行の学習指導要領による教育を受けた世代と途中から小中学校1998年度施行、2002年度施行から実施、高等学校1999年度施行の学習指導要領による教育を受けた世代は（1982年4月2日〜1991年4月1日生まれ）を指す。
『新学力観』小学校6年間の総授業時数は5785コマで、国・算・理・社・生活の合計授業時数は3659コマ。中学校3年間の総授業時数は3150コマ。
『生きる力』小学校6年間の総授業時数は5367コマで、国・算・理・社・生活の合計授業時数は3148コマ。中学校3年間の総授業時数は2940コマ。
1992年9月に公立学校は第2土曜日が休みとなり、1995年4月以降は第4土曜日も休みとなった。

## 分析
実際には未成年による殺人事件などの重犯罪発生件数および10歳から20歳未満の少年人口10万人当たりの殺人事件などにおける少年刑法犯検挙人員比率を年次別の統計で見た場合、2000年（平成12年）に目立った少年犯罪の増加は見られない。新潟青陵大学大学院の碓井真史（犯罪心理学）も「統計を見ても、82年生まれに犯罪者が多いというわけではない。殺人など凶悪犯罪の件数は年々減っているわけで、82年世代の事件に、たまたま印象に残るものが多いというだけ」と語っている。
碓井真史は1982年（昭和57年）生まれの犯罪が注目されやすいことについて、「82年世代は高度成長期が終わり、豊かで合理的な時代に生まれた人たち。容疑者に共通するのは、もともとは優秀だったこと。優秀な人たちが合理的な時代に適合できず、何らかの理由で挫折し『こんなはずではなかった』という思いが、犯罪に走らせている」と分析し、1982年（昭和57年）生まれの犯罪が注目されることが多いことについて「犯罪心理学の調査で、猟奇殺人や快楽殺人、親殺しなどは教育水準の低い貧困地域ではなく、先進国の中流層で起きることが分かっている。合理的で豊かな社会環境だからこそ、一般には理解しがたい凶悪事件が起きている」と語っている。
臨床心理士の矢幡洋は「犯罪傾向を持った人はどこの世代でもいる」としつつ、「同じ年ということで、他の世代よりも酒鬼薔薇事件を意識せざるを得ない。西鉄バスジャック事件の取材をした際、元少年は『あんな風に騒がれてみたい』と日記につづるなど、悪い意味でライバル心を持っていた。いざ犯罪を起こすときに、史上まれに見る大事件を比較対照にして、自己顕示欲が強まり、あれよりももっと派手に騒がれてみたい、巧妙にしたいと、必要以上に事を大きくしてしまう可能性がある」と、1982年（昭和57年）生まれは酒鬼薔薇事件の影響を大きく受けていると指摘している。また、パソコン遠隔操作事件の被告の弁護士も、「被告は酒鬼薔薇事件や秋葉原通り魔事件に関心を持っていた様子だった」と話している。

### 発達障害との関わり
豊川市主婦殺人事件と岡山金属バット母親殺害事件、宇治学習塾小6女児殺害事件の加害者はアスペルガー症候群、神戸連続児童殺傷事件（酒鬼薔薇事件）の加害者は注意欠陥・多動性障害（ADHD）である。こうした脳の発達障害が事件の直接の原因となったか否かは意見が分かれるが、いずれの障害にも情緒面の発達の遅れや自制心の弱さという特性がある。特別支援教育が必要な子供たちへの早期からの適切なケアが必要とされている
。
ただし、発達障害の人における有意な犯罪率の上昇は認められておらず、個々のケースでは事件に何らかの影響を与えた可能性はあるかもしれないが、特定の事件を取り上げて「発達障害だから事件を起こした」とする論調は大変危険である（広汎性発達障害も参照）。
少年の問題行動は環境由来のストレスに原因することが少なくなく、環境を整備することで行動の改善が得られることはよく経験される。傷付けられた心的外傷経験が加害行動を引き起こすリスク要因にもなる。
発達障害が遺伝的基盤を持つということは通説的であるが、一方で虐待的養育を受けた人々が発達障害のような症状を示すことも多い。自閉症傾向と虐待的養育による愛着形成の問題については未検証の部分が多く、その病因について研究が進められている。

## 17歳前後の少年による2000年から2002年の主な事件
- 名古屋中学生5000万円恐喝事件（1999年6月～2000年2月） - 1984年（昭和59年）度生まれ。
- 豊川市主婦殺人事件（5月） - 1982年（昭和57年）度生まれ。
- 西鉄バスジャック事件（5月）　- 同上。
- 岡山金属バット母親殺害事件（6月） - 同上。
- 山口母親殺害事件（7月） - 年齢は16歳。犯人は、5年後の2005年（平成17年）に、大阪姉妹殺害事件を起こす。1983年（昭和58年）度生まれ。
- 大分一家6人殺傷事件（8月） - 年齢は15歳。1984年（昭和59年）度生まれ。
- 歌舞伎町ビデオ店爆破事件（12月） - 1983年（昭和58年）度生まれ。
- 船橋明大生強盗殺人事件 （2001年6月）–  年齢は18歳。（昭和58年）、年齢は17歳。（昭和59年）度生まれ。
- 東村山市ホームレス暴行死事件（2002年1月）– 年齢は17歳。（昭和59年）、年齢は14歳。1987年（昭和62年）、年齢は13歳。1988年（昭和63年）度生まれ。

## 17歳の少年犯罪をテーマとして扱った作品
- 『伝説の教師』
- 『青の炎』
- 『guilty』（B'zの楽曲）
- 『冷たい海』(倉木麻衣の楽曲)
- 『17〜seventeen〜』（SUPER BELL"Zの曲。アルバム「スーパーベルズファン」収録。）
- 『ROCK ICON』(GLAYの楽曲)